# Criquetot-sur-Ouville
Criquetot-sur-Ouville är en kommun i departementet Seine-Maritime i regionen Normandie i norra Frankrike. Kommunen ligger i kantonen Yerville som tillhör arrondissementet Rouen. År 2022 hade Criquetot-sur-Ouville 803 invånare.

## Befolkningsutveckling
Antalet invånare i kommunen Criquetot-sur-Ouville
| Referens: INSEE |